# 라이브저널
라이브저널(영어: LiveJournal, LJ) 또는 쥐보이 주르날(러시아어: Живой Журнал, ЖЖ)는 캘리포니아주 샌프란시스코에 기반을 두고 있으며, 인터넷 사용자들이 블로그, 간행물, 일기를 쓸 수 있는 소셜 네트워크 서비스이다.

## 라이브저널 엔진을 실행 중인 다른 사이트
라이브저널을 실행 중인 소프트웨어는 주로 펄로 작성되어 있다. 오픈 소스 소프트웨어이기 때문에 다른 수많은 커뮤니티들은 라이브저널 소프트웨어를 이용하여 설계되고 있다. 이 사이트들은 라이브저널이 사용하는 유사한 기능과 서식을 가지고 있다. 그러나 이들은 라이브저널과는 다른 이용 약관을 가지는 경우가 있는데 이는 라이브저널의 규칙에 환멸을 느껴온 이용자들이나 저널을 다른 호스팅 웹사이트로 이동하고 싶은 사용자들에게 유혹이 되고 있다.

## 같이 보기
- 소셜 네트워크 웹사이트 목록
- 텀블러 (마이크로블로그)